# 生命之旅 (電視劇)
《生命之旅》（英語：The Price Of Growing Up）是香港電視廣播有限公司製作的時裝電視劇，共59集。国语版分兩季，前30集為第一季，31集開始更換片頭并將劇名改為《命運輪》，31集即《命運輪》的第一集。本劇平均收視達47點，成為tvb1987年全年收視冠軍。
此劇曾於1991年5月在翡翠台、2011年5月20日在TVB星河頻道，2013年在TVB經典台重播。
故事圍繞著兩個在孤兒院度過童年的好友沈志豪和杜朗賢的人生轉折，如何由莫逆之交變成仇人的經過。

## 演員表
- 萬梓良 飾 沈志豪，1962年生。本劇男主角，通称阿豪，外号大富豪。杜伯勤与沈玉莲之子，陈淑梅与苏定之养子。实力清洁公司老板。杜伯勤死后按照遗嘱得福临珠宝百分之六十股权，余下的皇室酒店集团百分之二十股权及立遗嘱人杜伯勤所有现金和其他股票。成为福临大股东董事长兼总经理后将实力清洁公司交给老头子们（苏定与赵炳）去打理。
- 鄭裕玲 飾 谷海敏，本劇女主角，谷兆和与邓素琴之女。曾与阿豪相恋并决定结婚，但知道自己得了肠癌后决定与阿豪分手，与在自己失意时照顾自己的车宗持相爱结婚。车宗持死后成为皇室酒店董事并更名为车谷海敏，打算和妈妈一起去瑞士常住，而将皇室酒店的事交给曾在美国罗省的华尔赛酒店做过董事和总经理并曾在檀香山的五大酒店服务过的阿伯特·王（Albert Wong）。
- 吳鎮宇 飾 杜朗贤，本劇第二男主角，孤儿，本名黄国栋，外号吃转。通稱阿朗。英文名Ronald，杜伯勤与严秀芳之養子。之后和Teddy开了朗宁电影公司。因在杜伯勤生前已经获得福临珠宝百分之十五股权及皇室酒店百分之五股权所以杜伯勤遗嘱不再作分赠。皇室股份因为擅用公款一事追究卖给了车宗持。后又和容先生合伙在福临卖贼赃，让阿威和超叔顶罪，最后将福临的股份以两千万卖给阿豪，自己开了间杜朗贤珠宝有限公司并挖走了福临里包括小陈在内的多名员工。容先生死后控制了其手下。拥有私人律师周查理。最终决战时精神失常，最终被送入精神病院，心智仿佛又回到了孤儿院时。
- 周海媚 飾 屈家裕（1961-1987），本劇第二女主角。屈正平与翁医生之女。原为车逸仁之未婚妻，车逸仁死后开始与杜朗贤交往。后与朗贤感情破裂，被朗贤强奸，最终与志豪成对。第56集時被杜朗賢強行索吻下臨盆，产下一子文浩[1]。与杜朗贤扭打中被车撞死。
- 周星馳 飾 赵子龙，通稱阿龍。赵炳与蒋文冰之子，赵子凤之兄，俞珊珊之夫，儿子为小麟。原本為用車碰瓷的小混混，因把珊珊肚子搞大經志豪、海敏撮合與珊珊結婚。看似風流不羈實則對老婆阿珊非常專情。後在富記當員工，與志豪成為好兄弟。富記被燒后為養老婆孩子幹起缺德的電器推銷及賭場兼職，先後惹出杜伯勤綁架案、珊珊做舞女等禍后與志豪一起在德叔所在的清潔公司工作，辭職后與和叔做非法錄影帶，曾發財一時，最後被CID查后所有東西充公。因志豪勸說進入謝迪行贊助志豪所開的清潔公司工作。經常因為老婆年輕貪玩而與其爭吵，曾因碰見阿珊與某男子去看電影而鬧得要死要活，阿珊也因此離開了阿龍。阿豪成为福临董事长大股东后也进入福临工作，一边跟着信叔学习，一边到柜台帮忙。逐渐成为阿豪的得力助手兼生死兄弟。在大结局的最终决战时右腿中了阿朗一枪成为瘸子，但也因此让阿珊回到了自己身边。
- 吳孟達飾 谷兆和，谷海敏之父，邓素琴之夫。通稱和叔。被容先生组织的打劫福临金行的劫匪抢他车时开枪打死。
- 李香琴 飾 陈淑梅，沈玉莲之好友，苏定之妻，谷兆和之情人，沈志豪之养母。原为富记衣行的老板娘。
- 吳岱融 飾 苏国威，陈淑梅与苏定之亲子，赵子凤之男友。沈志豪之义理弟弟。曾去英国读大学。后因廖志刚事件成为朗贤的左右手，后又成为朗宁电影公司会计总管。后在福临卖贼赃事发与超叔一起被当成容先生和阿朗的替罪羊，超叔被灭口，阿威亦被刺伤后跳入海中被逼在南丫岛躲了几个月。之后弄了把枪回来找阿朗算账声称要在阿朗手上弄一大笔钱。结果在与阿朗谈判时中计被阿朗枪杀。
- 劉兆銘 飾 苏定，陈淑梅前夫，苏国威亲生父亲，沈志豪养父，年轻时为一个混蛋赌钱且染上毒瘾，坐牢出来后改过自新从新做人。曾为帮志豪出气而戏弄其前女友阿娟及阿娟现男友。出獄後为陈淑梅所住单元的大门管理员。阿豪成为福临董事长后成为实力清洁公司的管理人。
- 蔡嘉利 飾 俞珊珊，赵子龙之妻，两人育有一子。原为富记衣行的员工。通稱阿珊。与阿龙在烧烤的时候认识。在与阿龙大吵后很长一段时间没有回家。後在夜總會做事，被阿朗看見告知阿鳳通知阿龍。阿龍求她回家卻因為自己無臉回家而拒絕阿龍。容先生死后，和姐妹开了家酒吧。最终因阿龙瘸了后而回到阿龙身边。
- 楊澤霖 飾 赵炳，赵子龙、赵子凤之父，蒋文冰前夫。原為小販，阿豪成为福临董事长后成为实力清洁公司的管理人。
- 蘇杏璇 飾 邓素琴，谷兆和之妻，谷海敏之母，通称琴姨。原本自以为体弱多病今天说自己得这个病明天说自己得那个病，天天在家睡觉很少出去活动。在得知谷兆和与陈淑梅之关系后闹得要死要活，人也变得精神了很多。
- 柳影虹 飾 蒋文冰，英文名Yvonne。赵炳之前妻，赵子龙、赵子凤生母。因在子龙、子凤很小的时候就抛弃这个家而受到全家人的厌恶，现在已成为广告界知名的女强人，曾为杜朗贤之上司。也曾暗中帮助女儿子凤的事业。车宗持的绯闻女友。
- 黃恩慈
- 仙杜拉-謝迪行，金滿樓酒樓大老闆。富記所在街房東的女兒，繼承父親成為大房東。有很多店鋪很多辦公室。男人婆，先後被沈志豪、趙子龍誤認為大叔，不近人情，認為全世界的人都在騙她，原本要加整條街八九成的房租（富記為七成）後被沈志豪、谷海敏感化，與志豪等人成為朋友，決定只加富記一成租。之後出國去新加坡，32集回香港并成為家裕工作地的上司，致力於孤兒院。
- 區嶽-何德（李德），阿雪舅舅。皇室酒店保安組原組長，通稱德叔。因志豪與太子爺朗賢關係親密而為難志豪，之後因皇室酒店妓女一事被辭后倒垃圾，再之後進入合力清潔公司幷与志豪和解成為好友。随后进入志豪的实力清洁公司，因欠高利贷不想麻烦和连累志豪他们而辞职。后因没钱而成为容先生打劫福临金行的劫匪头大麻成的一员小弟。因逃亡时遇见志豪而迟疑被警察开枪击中后背。在大麻成吩咐阿风杀他灭口时用棍子反杀阿风并成功逃脱。后将抢劫一事告诉阿豪后死亡。使得阿豪误以为杜伯勤所为。第41话沈志豪称其为李德。
- 李樹佳-江漢，志豪、子龍、何德所在清潔公司的小頭頭，通稱漢哥。後來卷了大家工資跑了。
- 何貴林-阿kent，原為朗賢的合夥人，后出賣朗賢并侮辱清潔工時期的志豪。
- ？？？-漢聲，朗賢投資、Teddy导演的電影《隔世情》的新人男主，女主為趙子鳳。
- 高靜 -阿雪，何德外甥女，被有意撮合阿雪与志豪的舅舅叫来清洁公司帮忙。被志豪婉拒后辞职不干了。
- 梁愛-三姐，杜家做工的女佣，通称阿三，在印尼的阿棠的表姐，杜伯勤以为阿棠和沈玉莲在印尼那边结了婚。阿棠因印尼生意不好做回香港找三姐向杜太太要钱。
- 譚炳文-麦锦棠，三姐表弟，通称阿棠。
- ？？？-黄德成，德成建筑公司老板，有兴趣搞电影，看到女人（赵子凤）就色眯眯的。
- 余綺霞-李碧霞，车逸仁新加坡情妇，神经不正常，经常骚扰家裕，害死逸仁的直接凶手。
- 郭　鋒-容添福，通称容先生、容哥。Teddy江湖上的朋友，曾与朗宁合作，朗贤因电影调用福临资金后周转困难时提议一起打劫福临金行，要求朗贤提供信息，叫朗贤在打劫前一晚先拿走几件首饰，事后分四成给朗贤。之后由串通阿朗、阿威在福临卖贼赃，事发后找阿威和超叔顶罪并杀害超叔刺伤阿威。自称自己这类人最重要的就是信用。于枪战中被杀。死后手下被阿朗控制，夜总会小姐们也都散了。
- ？？？-超叔+信叔+权叔，福临金行的两个主任和职员。超叔姓冯，想按警铃被劫匪打了一顿但无大碍，现任福临珠宝会计经理，杜伯勤死后按照遗嘱得该公司百分之五股权，最大的弱點就是好色，兒女在社會都有地位，老婆最喜歡小兒子阿強，被迫与容先生合作在福临卖贼赃，事发后被容先生杀人灭口。信叔也姓冯与超叔是兄弟，胖子，现任福临珠宝业务总监，杜伯勤死后按照遗嘱得该公司百分之五股权。
- ？？？-大麻成，容先生组织的抢劫事件的劫匪头头，带着包括何德的四个小弟抢劫，后与容先生派来的亨哥交货拿钱。之后有决心下手杀死中枪的何德。阿风被徳叔杀死后又追不到徳叔决定与剩下两个同伙一起坐容先生安排的船去台湾避难。
- ？？？-阿风，大麻成手下，劫匪之一，提议杀死中枪的何德，却被何德用棍子打死。
- 駱應鈞 飾 古天行，杜伯勤的私人律师，负责劫匪一案杜伯勤被控告串通抢劫和骗保险金罪名的律师。
- 關菁-阿虾，阿森大哥，容先生得力手下，通称虾哥。阿珊称其最为忠心，曾促进七叔、超叔被拉下水，容先生死后成为杜朗贤小弟，从阿珊带来的车宗持的录音带后得知杜朗贤为害死容先生的凶手，为报仇而和阿豪合作。还有七八个心腹兄弟都是与其一起跟着容先生出道的。
- 傅美芝
- 田永加
- 李國平
- 張蓓娜
- 南　紅 飾 嚴秀芳，杜伯勤之妻，沈玉莲好友。杜朗贤养母。杜伯勤死后的福临珠宝百分之十五股权及沙甸山八号物业及青山公路二百一十号地段物业。
- 麥皓為 飾廣告拍攝導演
- 梁潔芳 飾室內設計公司職員
- 焦　雄-谷海敏原所在公司老板。
- 白文彪
- 林立三 飾 車逸仁，昵称阿dick，屈家裕前男友，車禍身亡。
- 曾　江 飾 車宗持，阿dick之父，出了名的花花公子，皇室酒店股東、總經理，曾与蒋文冰有绯闻，后与阿敏结婚。被容先生枪杀。
- 關海山 飾 杜伯勤（1925-1987），賢德社、福临金行、珠宝行老闆，私人律师为古天行。在遭受一连串打击与刺激后心脏承受不了而死亡。临终与阿豪相认。死后立遗嘱请求车宗持、冯信、冯超协助阿豪管理皇室酒店和福临珠宝有限公司。
- ？？？-曾远荣，车宗持为了收集罪证去和容先生交易时请的保镖，使用左手枪。谎称印尼买家。
- 黃思恩
- 許紹雄 飾 廖志刚，皇室酒店原財務經理。
- 江　寧
- 黃振文
- 羅鳳英
- 周煥培
- 梁　心
- 梁　聰
- 沈之達
- 李龍基飾陳醫生
- 馮瑞珍
- 凌　漢飾皮褸買手
- 黃麗發
- 曾慧雲飾康樂中心小姐
- 陳淑貞
- 王詠儀
- 方偉明
- 陳來有
- 江茂年
- 吳婉芳 飾 趙子鳳，英文名Fanny。赵炳与蒋文冰之女，赵子龙之妹，苏国威女友，为人比较贪慕虚荣，希望成名而选美，後成為電影演員。逐漸喜歡杜朗賢并与苏国威分手。在自己生日晚会那晚与杜朗贤发生关系。后與朗贤結婚，但最終離婚。
- 歐陽強
- 周　沛
- 陳淑誼
- 鄧舜年
- 吳華山
- 鮑偉亮
- 瑰　岸
- 麥子雲
- 梁少狄
- 吳博君
- 郭錦雄
- 區　嶽
- 梁碧玲 飾皇室酒店公關部職員
- 劉雅麗 飾皇室酒店公關部職員
- 馮　國
- 湘　漪 飾 翁醫生，医生。家裕之母，屈正平之妻。最后决定去英国与邱医生一起进修而与老公闹翻。
- 李　我 飾 屈正平
- 梅　蘭
- 吳君如-阿May，容先生開的夜總會的小姐，阿朗情婦（第49話）。與阿珊是夜總會的姐妹，幫助阿珊用男朋友之計趕走阿朗回到阿鳳身邊。
- 何壁堅
- 余慕蓮
- 李耀敬
- 郭政鴻 飾 皇室酒店保安。
- 黎耀祥 飾 皇室酒店保安
- 梁建平 飾 皇室酒店職員
- 楊子韜
- 談泉慶 飾室內設計公司上司
- 吳家麗 飾徐美芳
- 姚正菁
- 林　帆 飾福臨金行職員
- 劉安琪
- 李煌生
- 李偉南
- 潘文柏
- 駱俊文
- 鄧汝超
- 何廣倫
- 朱璧汶 飾 皇室酒店職員
- 何禮男
- 黎冠成
- 黃家健
- 佩　雲
- 崔嘉寶 飾 舞女
- 黃宗賜 飾清潔公司員工
- 劉碧儀
- 曾守明 飾紫荊花小姐大會司儀
- 周天得
- 吳詠紅
- 羅麗娥
- 葉麗霞
- 白　蘭
- 徐威信
- 羅清浩
- 徐廣林
- 吳秋娟
- 韓麗芬
- 吳啟明 飾廉政公署調查員
- 霍家禮
- 譚一清
- 許逸華
- 黎壁光
- 黃家健
- 李煌生
- 劉家琪
- 黃麗發
- 馬慧玲
- 劉淑華 飾皇室酒店職員
- 陳雪麗
- 左智遠
- 黃榮發
- 鄭慶強
- 冼寶華
- 陸應康
- 李紹良
- 林鼎遠
- 梁克遜
- 袁忠義
- 張　耀
- 張樂添
- 司徒志剛
- 林建新
- 梁潔雯
- 張肇麟
- 石毅魂
- 吳業光
- 孫季卿 飾 解簽佬
- 朱　剛
- 胡智龍
- 蘇漢生
- 陳中堅
- 程思俊 飾 主控官
- 楊菁菁
- 薛春煒
- 鄭伊健 飾 福臨金行伙計。
- 關　青
- 李海生
- 劉永樂
- 張志強
- 凌禮文
- 吳瑞庭
- 王維德
- 劉應龍
- 李　森
- 黃澤民 飾 劫匪
- 江振華
- 陳植槐 飾 陳醫生
- 李成昌 飾 阿偉，阿娟男友。
- 黃一飛 飾 記者陳占明
- 潘　虹

## 客串
- 杜德偉-杜德偉，著名影星 (第一集出場)

## 外部連結
- 《生命之旅》 GOTV 第1集重溫

## 電視節目的變遷
| 英屬香港 無綫電視翡翠台 星期一至五 19:05-20:00 第一線劇集 | 英屬香港 無綫電視翡翠台 星期一至五 19:05-20:00 第一線劇集 | 英屬香港 無綫電視翡翠台 星期一至五 19:05-20:00 第一線劇集 |
| --------------------------------------------------------- | --------------------------------------------------------- | --------------------------------------------------------- |
|                                                           | 生命之旅 （1987.08.24 - 1987.11.20）                      |                                                           |
| 北斗前鋒 （第6-20集） （1987.08.10 - 1987.08.21）         | 正印冤家 （1987.11.23 - 1987.12.18）                      |                                                           |